# Echinoporia hydnophora
Echinoporia hydnophora är en svampart som först beskrevs av Berk. & Broome, och fick sitt nu gällande namn av Leif Ryvarden 1980. Echinoporia hydnophora ingår i släktet Echinoporia och familjen Schizoporaceae.   Inga underarter finns listade i Catalogue of Life.